# 26 Miles (Santa Catalina)
26 Miles (Santa Catalina) ist ein Lied mit Musik und Text von Bruce Belland und Glen Larson, das 1957 von der US-amerikanischen Popgruppe The Four Preps veröffentlicht wurde und deren erfolgreichstes Lied ist. In den US-Charts des Jahres erreichte das Lied 1958 Platz zwei und war in diesem Jahr 20 Wochen in den Charts notiert.

## Entstehung
Text und Musik stammen von Bruce Belland und Glen Larson. Das Lied ist bei der Gesellschaft für musikalische Aufführungs- und mechanische Vervielfältigungsrechte unter der GEMA-Werk.-Nummer 961016-001 eingetragen, wobei die Beechwood Music Corporation als Originalverlag und die EMI Music Publishing Germany GmbH als Subverleger fungiert. Bei der GEMA-Werk.-Nummer 961016-002 ist als Subtextdichter Karl-Heinz Kröll und bei der GEMA-Werk.-Nummer 961016-003 Dante Panzuti eingetragen.

## Veröffentlichungen
The Four Preps veröffentlichten 26 Miles (Santa Catalina) 1957 als Single, auf der B-Seite befand sich das von Meredith Willson geschriebene Lied It’s You. Als Dirigent der Aufnahme (B-Seite) war Billy Mai tätig. Die Single erschien im Musiklabel Capitol Records unter der Katalognummer F3845 mit 45 Umdrehungen pro Minute. Die Schallplattenpressung führte Capitol Records Pressing Plant durch, die Herstellung geschah durch Capitol Records, Inc. und die Veröffentlichung durch Beechwood Music Corp. (Seite A) und Frank Music Corp. (Seite B). Capitol Records Pressing Plant ließ die Schallplatte in Scranton und Los Angeles pressen. Die Single wurde zudem mit veränderten Schriftzeichenabständen als auch in Kanada veröffentlicht. Zusätzlich wurde auch eine Version der Schallplatte mit 78 Umdrehungen pro Minute veröffentlicht. Auch gab es die Schallplatte als Promo-Tonträger und als Schallplatte, die nur das Lied 26 Miles (Santa Catalina) enthielt. Als Rechtegesellschaft fungierte Broadcast Music Incorporated.
Im selben Jahr erschien das Lied erneut als Single, hierbei mit dem von Charles Singleton und Rose Marie McCoy geschriebenen Lied Fools Will Be Fools auf der B-Seite. Als Rechtegesellschaft fungierte Bureau International de l’Edition Mecanique. Es erschien im Vereinigten Königreich im Musiklabel Capitol Records unter der Katalognummer CL.14815 mit 78 Umdrehungen pro Minute. Die Veröffentlichung geschah durch Beechwood und Campbell Connelly. Unter der Katalognummer 45-CL 14815 erschien die Single mit 45 Umdrehungen pro Minute. Produziert wurde diese Version von Electric & Musical Industries Ltd. Unter der Katalognummer HF 174 erschien die Single im Königreich der Niederlande, unter der Katalognummer F 3576 in Italien und 1958 unter der Katalognummer F 3845 in Finnland.
1958 erschien 26 Miles (Santa Catalina) in Deutschland als Single, wobei sich Again ’N’ Again ’N’ Again von Tony Acquaviva und Ted Varnick auf der B-Seite befand. Die Single wurde erschien unter der Capitol-Records-Katalognummer F 80456. Die Herstellung geschah durch die Carl Lindström GmbH.
Im selben Jahr befand sich das Lied mit dem Titel 26 Miles auf dem Studioalbum The Four Preps. Es erschien im Musiklabel Capitol Records unter der Katalognummer T 994 in Kanada und den Vereinigten Staaten auf Schallplatte. Im selben Jahr erschien das Extended-Play-Album, das ebenfalls den Titel The Four Preps trug, 26 Miles beinhaltete und unter der Katalognummer EAP-1-45 006 in Deutschland veröffentlicht wurde.
Das Lied ist zudem namensgebend für das Extended-Play-Album 26 Miles, das 1958 erschien. Es erschien im Musiklabel Capitol Records unter der Katalognummer EAP 1-1015 in Kanada und den Vereinigten Staaten und enthielt zusätzlich zu den zwei Liedern der Single noch die Lieder Moonstruck In Madrid und How About That. Die Herstellung in Kanada sowie der Promo-Version in den Vereinigten Staaten geschah durch Capitol Records Distributors Of Canada, Ltd. Die reguläre Veröffentlichung in den Vereinigten Staaten wurde durch Capitol Records Pressing Plant in Scranton hergestellt.
1960 befand sich das Lied auf dem Album Down By the Station. Es erschien im Musiklabel Capitol Records unter der Katalognummer T 1291 im Vereinigten Königreich, den Vereinigten Staaten sowie in zwei Versionen in Kanada. Herstellung und Vertrieb in Kanada geschah durch Capitol Records Of Canada, Ltd. Produzent war Voyle Gilmore. Das Album wurde zudem unter dem Titel Early In the Morning unter dem Musiklabel DT-1291 sowie der ursprünglichen Katalognummer T-1291 in den Vereinigten Staaten veröffentlicht. Unter diesem Titel erschien das Album auch in Australien unter der Katalognummer 11291 und unter den Katalognummern 83 591, STK 83591 und 1291 in Deutschland.
Im darauffolgenden Jahr war 26 Miles auf dem Extended-Play-Album Calcutta, das im Musiklabel Capitol Records unter der Katalognummer EAP 1-20078 in Frankreich erschien.
1965 veröffentlichten The Four Preps 26 Miles (Santa Catalina) erneut als Single. Auf der B-Seite befand sich Big Man von Lincoln Mayorga. Diese Single erschien im Musiklabel Capitol Records unter der Katalognummer 6030 in den Vereinigten Staaten und unter der Katalognummer 45-6030 in Kanada. Diese Single wurde 1993 im Musiklabel Collectables unter der Katalognummer COL 6121 erneut in den Vereinigten Staaten veröffentlicht.
1967 war das Lied auf dem Extended-Play-Album „Lo Mejor De Los Four Preps“, das in Mexiko im Musiklabel Capitol Discos unter der Katalognummer EAP4-2708 erschien. Auf der A-Seite befand sich zudem das Lied Sukiyaki. Produziert wurde das Album durch Discos Capitol De Mexico, S.A. 1988 war 26 Miles noch auf dem Extended-Play-Album The Four Preps Volume One, das in Neuseeland im Musiklabel Capitol Records unter der Katalognummer AUSEP 104 erschien.

## Chartplatzierungen
Laud chartsurfer.de erreichte das Lied Platz vier der US-Charts und war 20 Wochen in den Charts, laut dem Buch American Singing Groups – A History From 1940 To Today belegte lag das Lied für drei Wochen Rang zwei. 26 Miles (Santa Catalina) ist das erfolgreichste Lied von The Four Preps.
| ChartsChartplatzierungen       | Höchstplatzierung | Wochen |
| ------------------------------ | ----------------- | ------ |
| Vereinigte Staaten (Billboard) | 4 (20 Wo.)        | 20     |

## Coverversionen
Folgende Coverversionen sind bekannt:
- Hansen-Quartett, 1958 (deutsch, Text von Karl-Heinz Kröll)[46]
- Four Jacks med Jørn Grauengårds Orkester, 1958 – 26 mil (dänisch)[47]
- Jørgen Brandt, 1958 – 26 mil (dänisch)[48]
- Freddy Quinn & Horst Wende and his Rhythm Boys, 1958 – 26 Miles[49][50]
- The Five Dallas Boys, 1958[51]
- Die Claudettes & Orchester Lothar Nakat, 1958 – Sechsundzwanzig Meilen (deutsch, Text von Karl-Heinz Kröll)[52]
- Die Ohayos, 1958 – Sechsundzwanzig Meilen (deutsch, Text von Karl-Heinz Kröll)[53]
- Dent May, 2009[54]